# Cristina zavattarii
Cristina zavattarii is een hooiwagen uit de familie echte hooiwagens (Phalangiidae).